# Lavanttaler Bananenapfel
Der Lavanttaler Bananenapfel, auch Mutterapfel oder American Mother genannt, ist eine Apfelsorte, die angeblich um 1882 aus Massachusetts (USA) ins Kärntner Lavanttal importiert wurde, von wo aus sie sich rasch verbreitete. Den zweiten Teil seines Namens verdankt der Apfel seinem bananenähnlichen Geschmack.
Der Wuchs des Baumes ist mittelstark; hinsichtlich der Ansprüche an Boden und Klima ist der Baum anspruchslos; er ist auch noch in frostgefährdeten und rauen Lagen anbaufähig. Es ist ein nicht schorfanfälliger Tafel- und Wirtschaftsapfel, der reichen Ertrag bringen kann.
Die Apfelfrucht ist mittelgroß; die Schale ist grüngelb und auf der Sonnenseite orange bis leuchtendrot gefärbt. Das Fruchtfleisch ist gelblichweiß. Die Genußreife erlangt der Apfel im Dezember bis Januar. Der Geschmack ist saftig, süß, wenig säuerlich, sehr aromatisch und bananenartig gewürzt. Der 'Lavanttaler Bananenapfel' ist ein aufrecht und breit wachsender Kleinbaum. Er erreicht gewöhnlich eine Höhe von 6–8 m und wird ca. 4–6 m breit. Die sommergrünen Blätter des Apfels 'Lavanttaler Bananenapfel' sind mittelgrün, eiförmig, gesägt.